# Grace Kennedy (författare)
Grace Kennedy, född 1782 i Ayrshire, död den 28 februari 1825 i Edinburgh, var en skotsk författare.
Grace Kennedy författade romaner med religiösa motiv, bland annat The decision (1821; svensk översättning "Beslutet", 1849), Jessy Allan, or The Lame Girl (1822), Father Clement (1823; svensk översättning "Pater Clemens", 1855), Anna Ross (1824; svensk översättning 1850) och Dunallan (andra upplagan 1825; svensk översättning 1850).